# Lijst van nummer 1-hits in de UK Singles Chart in 1980
Deze hits stonden in 1980 op nummer 1 in de UK Singles Chart:
| Datum        | Artiest                                       | Titel                                                 |
| ------------ | --------------------------------------------- | ----------------------------------------------------- |
| 5 januari    | Pink Floyd                                    | Another Brick in the Wall Part 2                      |
| 12 januari   | Pink Floyd                                    | Another Brick in the Wall (part 2)                    |
| 19 januari   | The Pretenders                                | Brass in Pocket                                       |
| 26 januari   | The Pretenders                                | Brass in Pocket                                       |
| 2 februari   | The Specials                                  | The Special A.K.A. Live! (ep)                         |
| 9 februari   | The Specials                                  | The Special A.K.A. Live! (ep)                         |
| 16 februari  | Kenny Rogers                                  | Coward of the county                                  |
| 23 februari  | Kenny Rogers                                  | Coward of the county                                  |
| 1 maart      | Blondie                                       | Atomic                                                |
| 8 maart      | Blondie                                       | Atomic                                                |
| 15 maart     | Fern Kinney                                   | Together We Are Beautiful                             |
| 22 maart     | The Jam                                       | Going Underground / Dreams of Children                |
| 29 maart     | The Jam                                       | Going Underground / Dreams of Children                |
| 5 april      | The Jam                                       | Going Underground / Dreams of Children                |
| 12 april     | The Detroit Spinners                          | Working My Way Back to You - Forgive Me Girl (medley) |
| 19 april     | The Detroit Spinners                          | Working My Way Back to You - Forgive Me Girl (medley) |
| 26 april     | Blondie                                       | Call Me                                               |
| 3 mei        | Dexys Midnight Runners                        | Geno                                                  |
| 10 mei       | Dexys Midnight Runners                        | Geno                                                  |
| 17 mei       | Johnny Logan                                  | What's another year                                   |
| 24 mei       | Johnny Logan                                  | What's another year                                   |
| 31 mei       | Mash                                          | Theme from M*A*S*H (Suicide Is Painless)              |
| 7 juni       | Mash                                          | Theme from M*A*S*H (Suicide Is Painless)              |
| 14 juni      | Mash                                          | Theme from M*A*S*H (Suicide Is Painless)              |
| 21 juni      | Don McLean                                    | Crying                                                |
| 28 juni      | Don McLean                                    | Crying                                                |
| 5 juli       | Don McLean                                    | Crying                                                |
| 12 juli      | Olivia Newton-John & Electric Light Orchestra | Xanadu                                                |
| 19 juli      | Olivia Newton-John & Electric Light Orchestra | Xanadu                                                |
| 26 juli      | Odyssey                                       | Use It Up And Wear It Out                             |
| 2 augustus   | Odyssey                                       | Use It Up And Wear It Out                             |
| 9 augustus   | ABBA                                          | The Winner Takes It All                               |
| 16 augustus  | ABBA                                          | The Winner Takes It All                               |
| 23 augustus  | David Bowie                                   | Ashes to Ashes                                        |
| 30 augustus  | David Bowie                                   | Ashes to Ashes                                        |
| 6 september  | The Jam                                       | Start                                                 |
| 13 september | Kelly Marie                                   | Feels Like I'm In Love                                |
| 20 september | Kelly Marie                                   | Feels Like I'm In Love                                |
| 27 september | The Police                                    | Don't Stand So Close to Me                            |
| 4 oktober    | The Police                                    | Don't Stand So Close to Me                            |
| 11 oktober   | The Police                                    | Don't Stand So Close to Me                            |
| 18 oktober   | The Police                                    | Don't Stand So Close to Me                            |
| 25 oktober   | Barbra Streisand                              | Woman in Love                                         |
| 1 november   | Barbra Streisand                              | Woman in Love                                         |
| 8 november   | Barbra Streisand                              | Woman in Love                                         |
| 15 november  | Blondie                                       | The Tide Is High                                      |
| 22 november  | Blondie                                       | The Tide Is High                                      |
| 29 november  | ABBA                                          | Super Trouper                                         |
| 6 december   | ABBA                                          | Super Trouper                                         |
| 13 december  | ABBA                                          | Super Trouper                                         |
| 20 december  | John Lennon                                   | (Just Like) Starting Over                             |
| 27 december  | St Winifred's School Choir                    | There's No One Quite Like Grandma                     |

1952 ·
1953 ·
1954 ·
1955 ·
1956 ·
1957 ·
1958 ·
1959 ·
1960 ·
1961 ·
1962 ·
1963 ·
1964 ·
1965 ·
1966 ·
1967 ·
1968 ·
1969 ·
1970 ·
1971 ·
1972 ·
1973 ·
1974 ·
1975 ·
1976 ·
1977 ·
1978 ·
1979 ·
1980 ·
1981 ·
1982 ·
1983 ·
1984 ·
1985 ·
1986 ·
1987 ·
1988 ·
1989 ·
1990 ·
1991 ·
1992 ·
1993 ·
1994 ·
1995 ·
1996 ·
1997 ·
1998 ·
1999 ·
2000 ·
2001 ·
2002 ·
2003 ·
2004 ·
2005 ·
2006 ·
2007 ·
2008 ·
2009 ·
2010 ·
2011 ·
2012 ·
2013 ·
2014 ·
2015 ·
2016 ·
2017 ·
2018 ·
2019 ·
2020 ·
2021
- Nederland (Top 40)
- Nederland (Single Top 100)
- Vlaanderen (Radio 2 Top 30)
- Duitsland
- Verenigd Koninkrijk
- Verenigde Staten (Hot 100)